# Милан Бабић (кик-боксер)
Милан Бабић (рођен 7. августа 1995. у Гацку) српски је кик-боксер у "лоу кик" категорији. 2018. године постао је В.А.К.О. професионални светски шампион (правила К-1).

## Биографија и каријера
Рођен је 1995. године. 2005. године када је имао 10 година почео је тренирати кик-бокс у кик-бокс клубу "Тигар". Завршио је Основну школу "Свети Сава" у Гацку и машинску школу у средњошколском центру "Перо Слијепчевић".Тренутно је запослен као рудар у склопу Рудника и Термоелектране "Гацко". Тренира га Веселин Ђуричић. Наступа за репрезентацију Србије.
12 пута је био првак Републике Српске и 10 пута првак Босне и Херцеговине. 2018. је постао првак Балкана и професионални првак Европе, а на европском купу је био други. Ушао је у избор 10 најбољих спортиста Републике Српске исте године на 64. избору који организује Глас Српске. Припала му је девета позиција.
Проглашен је за најбољег спортисту Општине Гацко за 2021. годину.
2022. године постао је првак балкана други пут у каријери. На европском првенству у Турској (Анталија) освојио је пето место,а на европском купу треће место. Два пута је био вицепрвак Србије.

## Награде
- 2014. Шампион Отвореног првенства Републике Српске -75 кг (Лоу-Кик правила)[6]
- 2014. Државно првенство Босне и Херцеговине, Злато -75 кг (Лоу-Кик правила)[7]
- 2014. Светски куп у Сегедину, Мађарска, Сребро -75 кг (Лоу-Кик правила)
- 2018. Балканско првенство у Сарајеву, Босна и Херцеговина, Злато -75 кг (Лоу-Кик правила)[8]
- 2018. Професионални првак Европе -78.1 кг (К-1 правила)[9]
- 2018. В.А.К.О. Сениорски првак Републике Српске -75 кг (К-1 правила)[10]
- 2022. В.А.К.О. Балканско првенство у Краљеву, Србија, Злато -75 кг (Лоу-Кик правила)[11]

## Породица
Његову породицу чине отац Раденко,мајка Милена и две сестре Љубица и Марија.